# تورموس آیا
تورموس آیا یک شهرک در فلسطین است.

## خصوصیات
تورموس آیا ۳٬۷۳۶ نفر جمعیت دارد.